# Rubén Paz
Rubén Paz, vollständiger Name Rubén Wálter Paz Márquez, (* 8. August 1959 in Artigas) ist ein ehemaliger uruguayischer Fußballtrainer und Fußballspieler.
Der Mittelfeldspieler wurde 1988 zu Südamerikas Fußballer des Jahres gewählt.

## Spielerkarriere

### Verein
Seine Karriere begann Rubén Paz 1975 bei Peñarol de Artigas. Dort gewann er 1975 mit seinem Team, dem er bis 1976 angehörte, das Campeonato Artiguense. Anschließend spielte er ab 1977 beim uruguayischen Verein Club Atlético Peñarol, bei dem er bis 1981 verblieb und sich mit dem Gewinn der Torjägerkrone der Primera División verabschiedete. Mit dem Team gewann er drei Meisterschaften (1978, 1979 und 1980). 1982 wechselte er nach Brasilien zum Internacional Porto Alegre. Bei Internacional blieb er bis 1986 und auch mit diesem Klub gewann er drei Meisterschaften (1982, 1983 und 1984). Paz wechselte 1986 nach Europa, zum damaligen französischen Erstligisten Racing Paris, wo er aber nur ein halbes Jahr blieb und lediglich in sechs Ligaspielen (kein Tor) eingesetzt wurde. 1987 ging er zurück nach Südamerika, um beim argentinischen Klub Racing Club Asociación Civil zu spielen. Mit dem Team gewann er 1988 zwei internationale Titel, nämlich die Supercopa Sudamericana und die Supercopa Interamericana. Im selben Jahr wurde er zu Argentiniens Fußballer des Jahres und zu Südamerikas Fußballer des Jahres gewählt. 1989 wechselte Paz ein zweites Mal nach Europa, zum italienischen Erstligisten CFC Genua. Nach einer Saison verließ er den Klub wieder und ging zurück zu Racing Club de Avellaneda. 1994 wechselte Paz nach Uruguay zu den Rampla Juniors, bei denen er im Torneo Apertura im Kader stand. So spielte er 1995 bei Frontera Rivera, in der Apertura 1995 und der Clausura 1996 stand er, unterbrochen von einer dazwischenliegenden Station im Jahr 1996 bei den Artigas Wanderers, in Reihen von Godoy Cruz. 1997 bis 2000 wird er erneut beim damaligen uruguayischen Zweit- bzw. Erstligisten Frontera Rivera geführt. Seine aktive Laufbahn beendete Rubén Paz im Jahre 2006, nachdem er in den letzten Jahren noch bei Nacional San José de Mayo (2002), Club Tito Borjas (2003 bis 2005) und Club Pirata Juniors (2006) gespielt hatte.

### Nationalmannschaft
Paz war Mitglied der uruguayischen U-20-Teams, die bei der U-20-Fußball-Südamerikameisterschaft 1977 (fünf Spiele/kein Tor) und 1979 (sechs Einsätze/zwei Tore) jeweils den Titel holte. Bei der Junioren-Fußballweltmeisterschaft 1977 belegte er mit Uruguay den vierten Rang, bei der WM zwei Jahre später wurde er mit Uruguay Dritter. Mit der A-Nationalmannschaft Uruguays gewann er die zum Jahreswechsel 1980/81 ausgetragene Mundialito und nahm er an den Fußball-Weltmeisterschaften 1986 und 1990 teil. Rubén Paz bestritt laut der Internetpräsenz der FIFA während seiner Karriere insgesamt 66 Länderspiele und erzielte dabei zwölf Tore, während eine andere Quelle von 45 Länderspielen und 8 erzielten Toren zwischen dem 16. September 1979 und dem 25. Juni 1990 ausgeht.

### Erfolge
- Südamerikas Fußballer des Jahres: 1988
- Argentiniens Fußballer des Jahres: 1988
- Torschützenkönig der Primera División (Uruguay): 1981
- 2× Junioren-Südamerikameister: 1977, 1979
- 3× Uruguayischer Meister: 1978, 1979, 1980
- 3× Brasilianischer Meister: 1982, 1983, 1984
- 1× Supercopa Sudamericana: 1988
- 1× Supercopa Interamericana: 1988

## Trainerlaufbahn
An der Seite von Mario Saralegui war Paz von 2008 bis 2020 mehrmals als Co-Trainer aktiv. Darunter 2013 beim uruguayischen Erstligisten Juventud. Von Ende Februar 2016 bis 2017 erneut beim Liverpool FC.